# Elena Kralewa
Elena Kralewa (bulgarisch Елена Кралева; * 8. September 2002) ist eine bulgarische Tennisspielerin.

## Karriere
Kralewa spielte bislang vorrangig Turniere der ITF Women’s World Tennis Tour, wo sie bisher einen Titel im Doppel gewinnen konnte.

### College Tennis
2021 bis 2024 spielte Kralewa für das Damentennisteam der Redhawks der Seattle University und ab 2024 bis 2025 für die James Madison Dukes der James Madison University.

## Turniersiege

### Doppel
| Nr. | Datum           | Turnier | Kategorie | Belag     | Partnerin   | Finalgegnerinnen             | Ergebnis           |
| --- | --------------- | ------- | --------- | --------- | ----------- | ---------------------------- | ------------------ |
| 1.  | 5. Oktober 2019 | Sozopol | ITF W15   | Hartplatz | Stela Peewa | Alina Silitsch Ani Wangelowa | 6:2, 6:75, [12:10] |

## Persönliches
Elena ist die Tochter von Slavka und Veselin Kraleva und hat drei Geschwister: Ivayla, Vasilena und Zlatina.